# Триплатинагепталантан
Триплатинагепталантан — бинарное неорганическое соединение
платины и лантана
с формулой La7Pt3,
кристаллы.

## Получение
- Сплавление стехиометрических количеств чистых веществ:

{\displaystyle {\mathsf {3Pt+7La\ {\xrightarrow {1040^{o}C}}\ La_{7}Pt_{3}}}}

## Физические свойства
Триплатинагепталантан образует кристаллы
гексагональной сингонии,
пространственная группа P 63mc,
параметры ячейки a = 0,4560 нм, c = 0,8263 нм, Z = 2 ,
структура типа гептаторийтрижелеза Fe3Th7
.
Соединение образуется по перитектической реакции при температуре 1040°С  (894°C ).